# Косов Верх
Косов Верх (укр. Косів Верх) — село в Колочавской сельской общине Хустского района Закарпатской области Украины.
Население по переписи 2001 года составляло 16 человек. Почтовый индекс — 90042. Телефонный код — 3146. Код КОАТУУ — 2122484002.